# The Undoing
The Undoing is een Amerikaanse drama- en mysteryserie. De zesdelige miniserie, die geschreven werd door David E. Kelley en geregisseerd door Susanne Bier, is een verfilming van de roman You Should Have Known van schrijfster Jean Hanff Korelitz. De hoofdrollen worden vertolkt door Nicole Kidman en Hugh Grant.

## Verhaal
De succesvolle therapeute Grace Fraser woont in Manhattan (New York) samen met haar echtgenoot Jonathan, een oncoloog, en haar zoontje Henry, die naar een elitaire privéschool gaat. Haar schijnbaar gelukkig leven wordt verstoord wanneer Elena, de moeder van een schoolgenoot van Henry, dood teruggevonden wordt en de politie een moordonderzoek begint. Grace probeert haar echtgenoot, die op een conferentie in Cleveland zou moeten zijn, te contacteren, maar ontdekt dat zijn smartphone nog in hun appartement ligt. Omdat ze geen idee heeft waar haar man is, wordt ze paranoïde en krijgt ze visioenen van Elena's moord.

## Rolverdeling
| Acteur / actrice    | Personage             |
| ------------------- | --------------------- |
| Nicole Kidman       | Grace Fraser          |
| Hugh Grant          | Jonathan Fraser       |
| Édgar Ramírez       | Detective Joe Mendoza |
| Noah Jupe           | Henry Fraser          |
| Lily Rabe           | Sylvia Steinetz       |
| Matilda De Angelis  | Elena Alves           |
| Ismael Cruz Córdova | Fernando Alves        |
| Edan Alexander      | Miguel Alves          |
| Annaleigh Ashford   | Alexis Young          |
| Fala Chen           | Jolene McCall         |
| Donald Sutherland   | Franklin Reinhardt    |
| Janel Moloney       | Sally Maybury         |
| Jason Kravits       | Dr. Stuart Rosenfeld  |
| Sofie Gråbøl        | Catherine Stamper     |
| Adriane Lenox       | Judge Layla Scott     |

## Productie
In 2014 bracht schrijfster Jean Hanff Korelitz de thrillerroman You Should Have Known uit. Vier jaar later raakte bekend dat het boek door HBO zou verfilmd worden, in samenwerking met scenarist David E. Kelley en actrice Nicole Kidman. De twee hadden eerder ook al samengewerkt aan de succesvolle HBO-serie Big Little Lies (2017–2019). Susanne Bier werd in dienst genomen om het project te regisseren. In november 2018 raakte de casting van Hugh Grant en Donald Sutherland bekend.
De opnames gingen in maart 2019 van start in New York. Er werd verder ook gefilmd in Kingston (New York). Plannen om op Shelter Island (New York) strandscènes te filmen, werden geannuleerd na protest van de inwoners. De scènes werden vervolgens op North Fork (Long Island) opgenomen. De opnames werden geleid door cameraman Anthony Dod Mantle.
De première van de miniserie was oorspronkelijk gepland voor 10 mei 2020 maar werd vanwege de coronapandemie uitgesteld. De reeks ging uiteindelijk pas op 25 oktober 2020 in première op HBO.

## Afleveringen
| Afl. | Titel              | Regie        | Scenario        | Releasedatum     |
| ---- | ------------------ | ------------ | --------------- | ---------------- |
| 1    | "The Undoing"      | Susanne Bier | David E. Kelley | 25 oktober 2020  |
| 2    | "The Missing"      | Susanne Bier | David E. Kelley | 1 november 2020  |
| 3    | "Do No Harm"       | Susanne Bier | David E. Kelley | 8 november 2020  |
| 4    | "See No Evil"      | Susanne Bier | David E. Kelley | 15 november 2020 |
| 5    | "Trial by Fury"    | Susanne Bier | David E. Kelley | 22 november 2020 |
| 6    | "The Bloody Truth" | Susanne Bier | David E. Kelley | 29 november 2020 |

## Prijzen en nominaties
| Jaar | Prijs         | Categorie                  | Genomineerde(n)   | Uitslag     |
| ---- | ------------- | -------------------------- | ----------------- | ----------- |
| 2021 | Golden Globes | Beste miniserie            | Beste miniserie   | Genomineerd |
| 2021 | Golden Globes | Beste acteur (miniserie)   | Hugh Grant        | Genomineerd |
| 2021 | Golden Globes | Beste actrice (miniserie)  | Nicole Kidman     | Genomineerd |
| 2021 | Golden Globes | Beste acteur in een bijrol | Donald Sutherland | Genomineerd |